# Cornelis Gemma

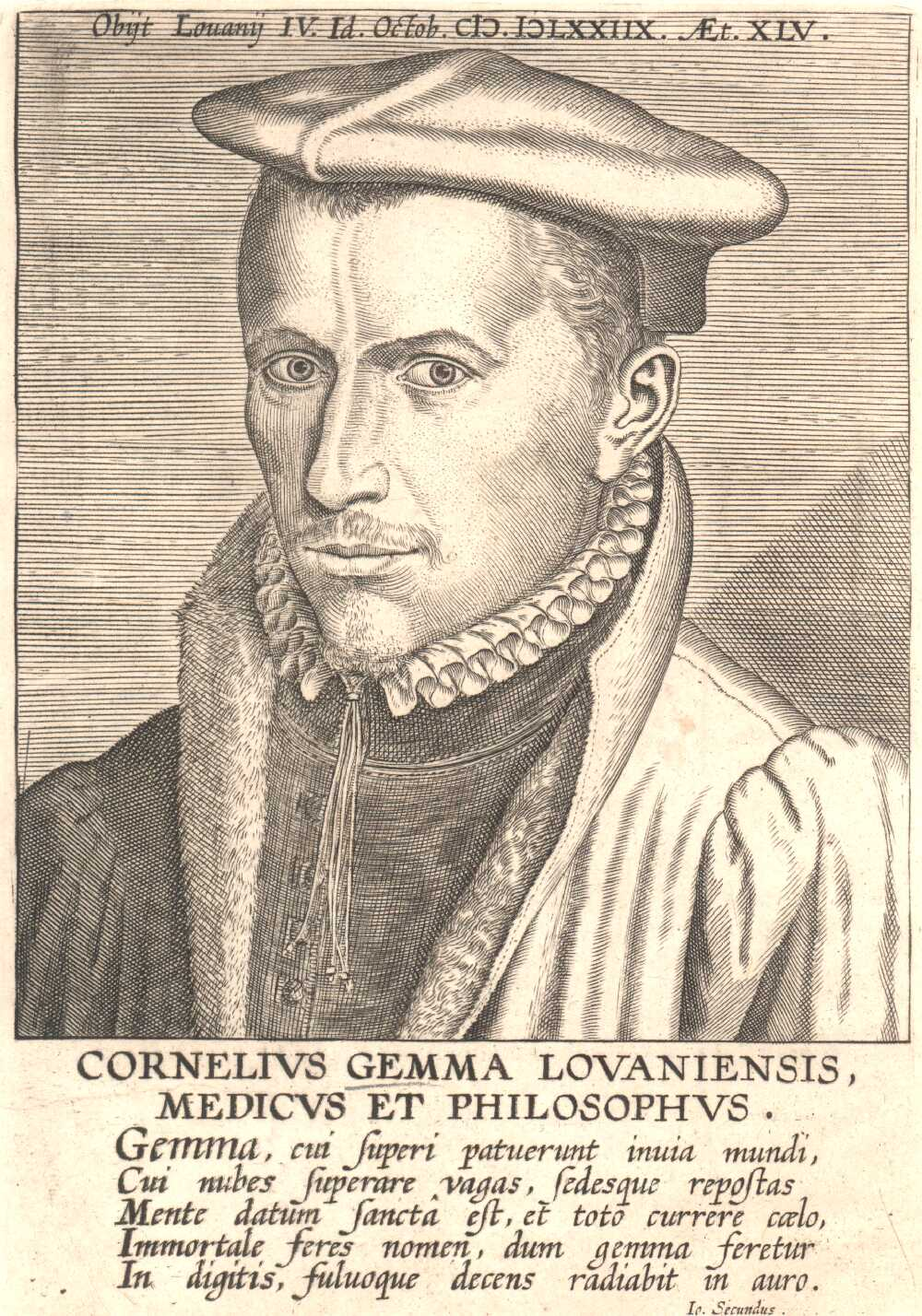
Cornelis Gemma

Cornelis Gemma (Frisius) (* 28. Februar 1535 in Löwen; † 12. Oktober 1577 ebenda) war der weniger berühmte Sohn des Gemma Frisius.

## Leben
Er erwarb sich 1570 die medizinische Doktorwürde und erhielt noch in demselben Jahre die Professur dieser Wissenschaft, welcher einst sein Vater vorgestanden hatte. Bei vielem Wissen war er angesteckt von astrologischen Irrtümern, welche er in dem Werke „De naturae divinis characterismis“, Antwerpen 1575, bei Gelegenheit des Auftauchens des berühmten neuen Sternes in der Cassiopeia laut werden ließ. In demselben Werke findet sich auch eine durch den Erfolg bestätigte Verkündigung eines bevorstehenden Erdbebens. G. hatte nebst seinem Kollegen Peter Beausard den Auftrag erhalten ein durch Papst Gregor XIII. von der Universität Löwen erbetenes Gutachten über die geplante Kalenderreform auszuarbeiten, als beide Gelehrte in kurzer Zwischenfrist von der Pest dahingerafft wurden. Nachträglich fand sich das von beiden bereits unterzeichnete Schriftstück in der Behausung des einen vor und konnte an seinen Bestimmungsort gelangen.